# 아이우에 미오
아이우에 미오(일본어: 愛上 みお, 2000년 1월 18일~)는 일본의 AV 여배우이다.